# Colonial Pipeline

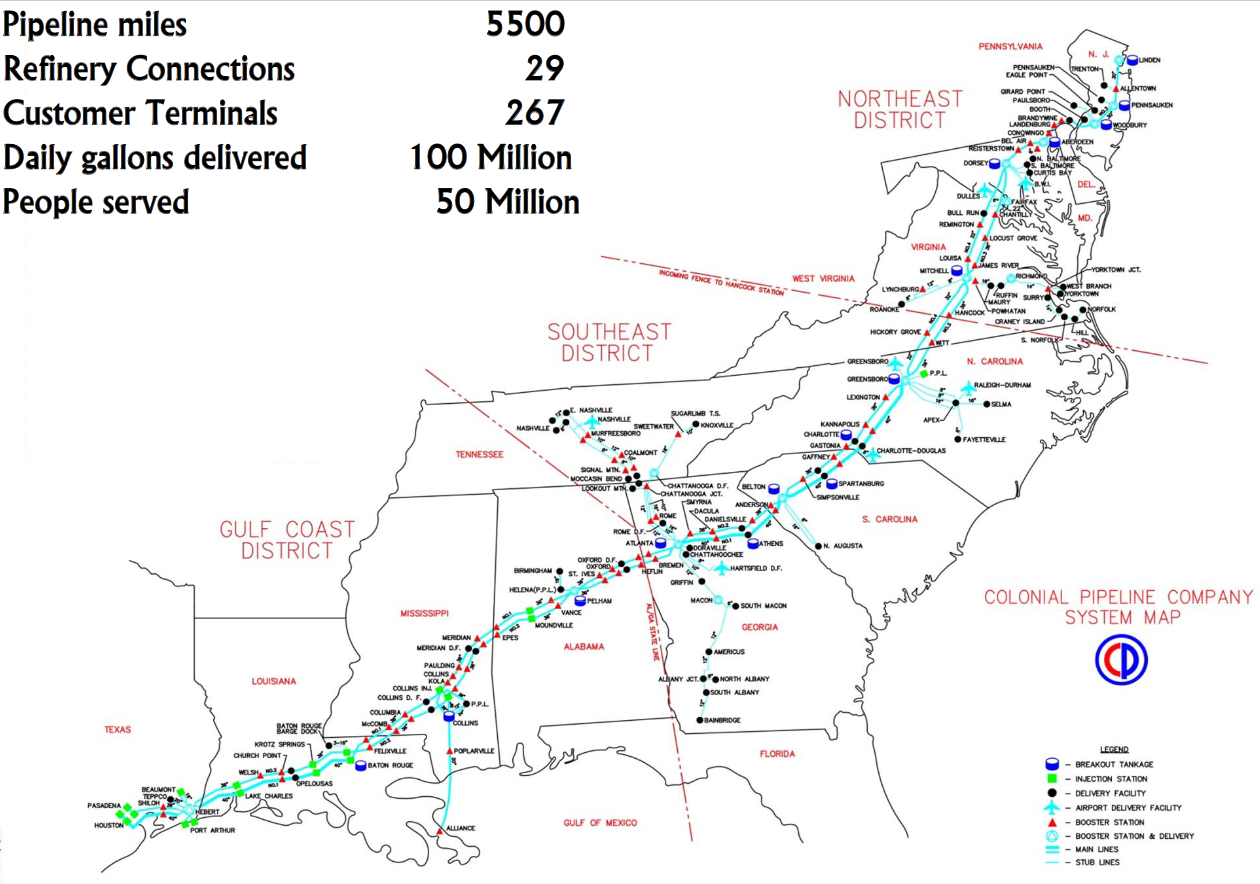
Le Colonial Pipeline et ses dépôts de carburants en 2012.

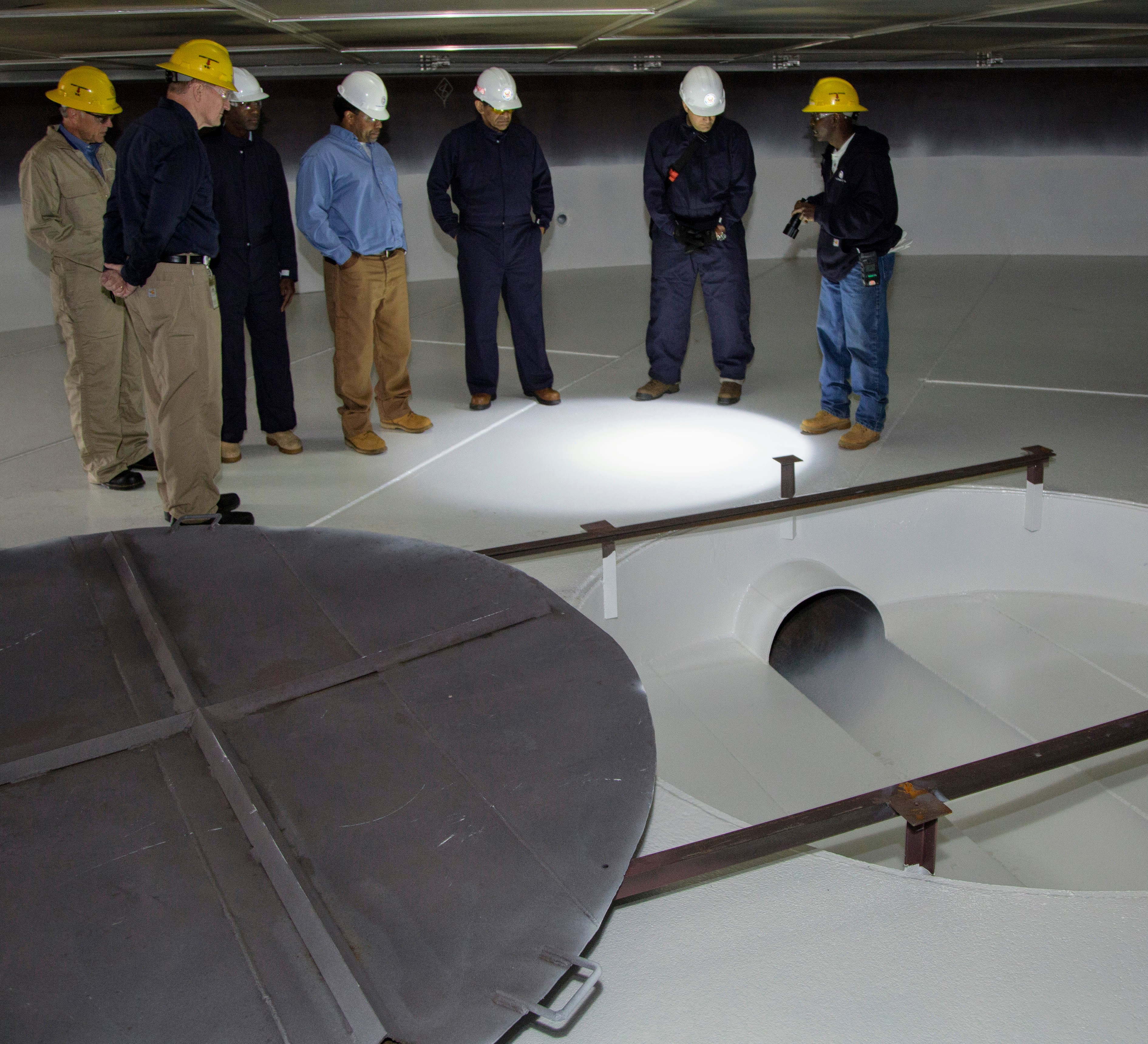
Des responsables du Conseil national de la sécurité des transports inspectent une jonction d'un réservoir a Dorsey (Maryland) en 2014.

Le Colonial Pipeline est un oléoduc long de 8 900 km transportant des hydrocarbures depuis Houston au Texas jusqu'au port de New York aux États-Unis. 

## Présentation
La compagnie Colonial Pipeline est fondée en 1961, la construction démarre le 1er aout 1962 et il est opérationnel en 1963. L'entreprise à son siège social à Alpharetta en Géorgie et emploie, en 2016, environ neuf cents personnes.
En 2012, les principaux détenteurs du pipeline sont, : 
- Koch Industries : 28,09 % ;
- Kohlberg Kravis Roberts & Co. et Service National des Pensions de Corée : 23,44 % ;
- Royal Dutch Shell : 16,12 % ;
- Caisse de dépôt et placement du Québec : 16,55 % acquit en 2011 ;
- IFM Investors (en) via : 15,80 % acquit en 2007.

Cet oléoduc serait « le plus important pipeline de produits pétroliers raffinés aux États-Unis ».
Contrôlé depuis Alpharetta en Géorgie, en 2011 il livre en moyenne à chaque jour 380 000 m3 d'essence, de fioul domestique, de diesel, d'essence aéronautique et d'autres produits pétroliers dans le Sud et l'Est des États-Unis. En 2021, il transporte plus de 380 millions de litres de fioul soit presque 45 % des carburants consommés sur la côte Est américaine.
Il passe dans les États américains du Texas, de la Louisiane, du Mississippi, de l'Alabama, de la Géorgie, de la Caroline du Sud, de la Caroline du Nord, de la Virginie, du Maryland, de la Pennsylvanie et le New Jersey. Des embranchements du pipeline principal rejoignent également le Tennessee.
Les principales conduites ont un diamètre de 1 000 mm et de 910 mm, une étant affectée au transport de l'essence et la seconde aux autres distillats. Le pipeline rejoint directement les aéroports majeurs sur son trajet. Quinze fermes de réservoirs stockent plus de 4 500 000 m3 d'essence et seraient en mesure de répondre à une demande de 45 jours des communautés locales. Dans les conduites principales, les produits avancent à la vitesse moyenne de 8 km/h. Il faut généralement de quatorze à vingt-quatre jours pour qu'un lot atteigne le port de New York à partir de Houston, avec une moyenne de 18,5 jours.

## Cyberattaque
Le 6 mai 2021, l'infrastructure de l'oléoduc est touchée par une attaque informatique. Plus de cent gigaoctets de données sont dérobés. Le lendemain, l'introduction d'un rançongiciel entraîne la paralysie totale de ses activités jusqu'au 13 mai et cause une pénurie sur la côte est des États-Unis,. Le 19 mai, la direction de l'entreprise reconnaît publiquement avoir versé 4,4 millions de dollars aux pirates informatiques. La rançon s'élevait à 75 bitcoins. Le département de la Justice a pu suivre les transferts financiers et saisir 63,7 de ces bitcoins le 7 juin 2021. Entre-temps, le cours de la monnaie virtuelle a chuté, la somme récupérée ne correspond plus qu'à 2,3 millions de dollars.